# Antônio Pires Pimentel
Antônio Pires Pimentel – natural de Atibaia, foi, no século XVIII, proprietario rural brasileiro e fundador da cidade de Bragança Paulista.

## História da fundação
Encontrando-se Antônio Pires Pimentel profundamente enfermo e sem esperança de sobreviver, sua senhora, Ignacia da Silva Pimentel, recorre à fé católica e empenha promessa à Nossa Senhora da Conceição pela cura de seu marido.
Recuperada a saúde de Antônio, o casal reconhecendo a intercessão da Santa e por gratidão, reverenciando-A, manda erigir, em terras de sua propriedade (ainda, a epoca, cidade de Atibaia), Capela no cimo de uma montanha às margens do Ribeirão Canivete – atualmente denominado Lavapes.
Sucedido o tempo, ao derredor do Templo, começou a formar-se o povoado que recebeu, inicialmente, o nome de Conceição do Jaguari, berço da futura cidade de Bragança Paulista, sendo a data de sua fundação 15 de dezembro de 1763.

Nas primeiras décadas do seculo seguinte, por volta de 1824, dessas terras começaria a nascer a futura cidade de  Amparo, quando bragantinos e atibaienses rumam para o "sertão de Bragança" - Camanducaia - e ali iniciam a nova urbe que, em 1897, teria na sua Intendência Municipal um consanguineo de Antônio, Damásio Pires Pimentel. 
Quando da instituição do brazão do município, em 25 de agosto de 1956,  foram gravadas em seu 1º quartel , homenageando os fundadores, as armas da família Pimentel, que são: verde, com cinco vieiras de prata, em santor; bordadura de prata, carregada com oito cruzes póteas de vermelho.

O principal logradouro da cidade recebeu o nome de: Avenida Antônio Pires Pimentel.